# Geophis betaniensis
Geophis betaniensis — вид змій родини полозових (Colubridae). Ендемік Колумбії.

## Поширення і екологія
Geophis betaniensis відомі з типової місцевості, розташованої на східних схилах Західного хребта Колумбійських Анд в департаменті Вальє-дель-Каука, на висоті 1680 м над рівнем моря. Вони живуть у вологих тропічних лісах в передгір'ях. 